# Shymkent Challenger
Lo Shymkent Challenger è un torneo professionistico di tennis che fa parte dell'ATP Challenger Tour. Si gioca annualmente dal 2017 sui campi in terra rossa del Centro nazionale tennis di Shymkent in Kazakistan.

## Albo d'oro

### Singolare
| Anno       | Campione          | Finalista           | Punteggio        |
| ---------- | ----------------- | ------------------- | ---------------- |
| 2022 (2)   | Sergey Fomin      | Robin Haase         | 7–6(4), 6–3      |
| 2022 (1)   | Emilio Nava       | Sebastian Fanselow  | 6–4, 7–6(3)      |
| 2021- 2020 | Non disputato     | Non disputato       | Non disputato    |
| 2019 (2)   | Andrej Martin (2) | Stefano Travaglia   | 6–4, 6–4         |
| 2019 (1)   | Andrej Martin (1) | Dmitry Popko        | 5–7, 6–4, 6–4    |
| 2018       | Yannick Hanfmann  | Roberto Cid Subervi | 7–6(3), 4–6, 6–2 |
| 2017       | Ričardas Berankis | Yannick Hanfmann    | 6–3, 6–2         |

### Doppio
| Anno       | Campioni                                  | Finalisti                          | Punteggio           |
| ---------- | ----------------------------------------- | ---------------------------------- | ------------------- |
| 2022 (2)   | Sanjar Fayziev Markos Kalovelonis         | Mikael Torpegaard Kaichi Uchida    | 6(3)–7, 6–4, [10–4] |
| 2022 (1)   | Antoine Bellier Gabriel Décamps           | Sebastian Fanselow Kaichi Uchida   | 7–6(3), 6–3         |
| 2021- 2020 | Non disputato                             | Non disputato                      | Non disputato       |
| 2019 (2)   | Nikola Ćaćić Yang Tsung-hua               | André Göransson Marc-Andrea Hüsler | 6–4, 6–4            |
| 2019 (1)   | Jurij Rodionov Emil Ruusuvuori            | Gonçalo Oliveira Andrėj Vasileŭski | 6–4, 3–6, [10–8]    |
| 2018       | Lorenzo Giustino Gonçalo Oliveira         | Lucas Miedler Sebastian Ofner      | 6–2, 7–6(4)         |
| 2017       | Hans Podlipnik-Castillo Andrėj Vasileŭski | Clément Geens Juan Pablo Paz       | 6–4, 6–2            |